# Poligné
Poligné is een gemeente in het Franse departement Ille-et-Vilaine (regio Bretagne). De plaats maakt deel uit van het arrondissement Redon. Poligné telde op 1 januari 2022 1.245 inwoners.

## Geografie
De oppervlakte van Poligné bedroeg op 1 januari 2022 9,24 vierkante kilometer; de bevolkingsdichtheid was toen 134,7 inwoners per km².

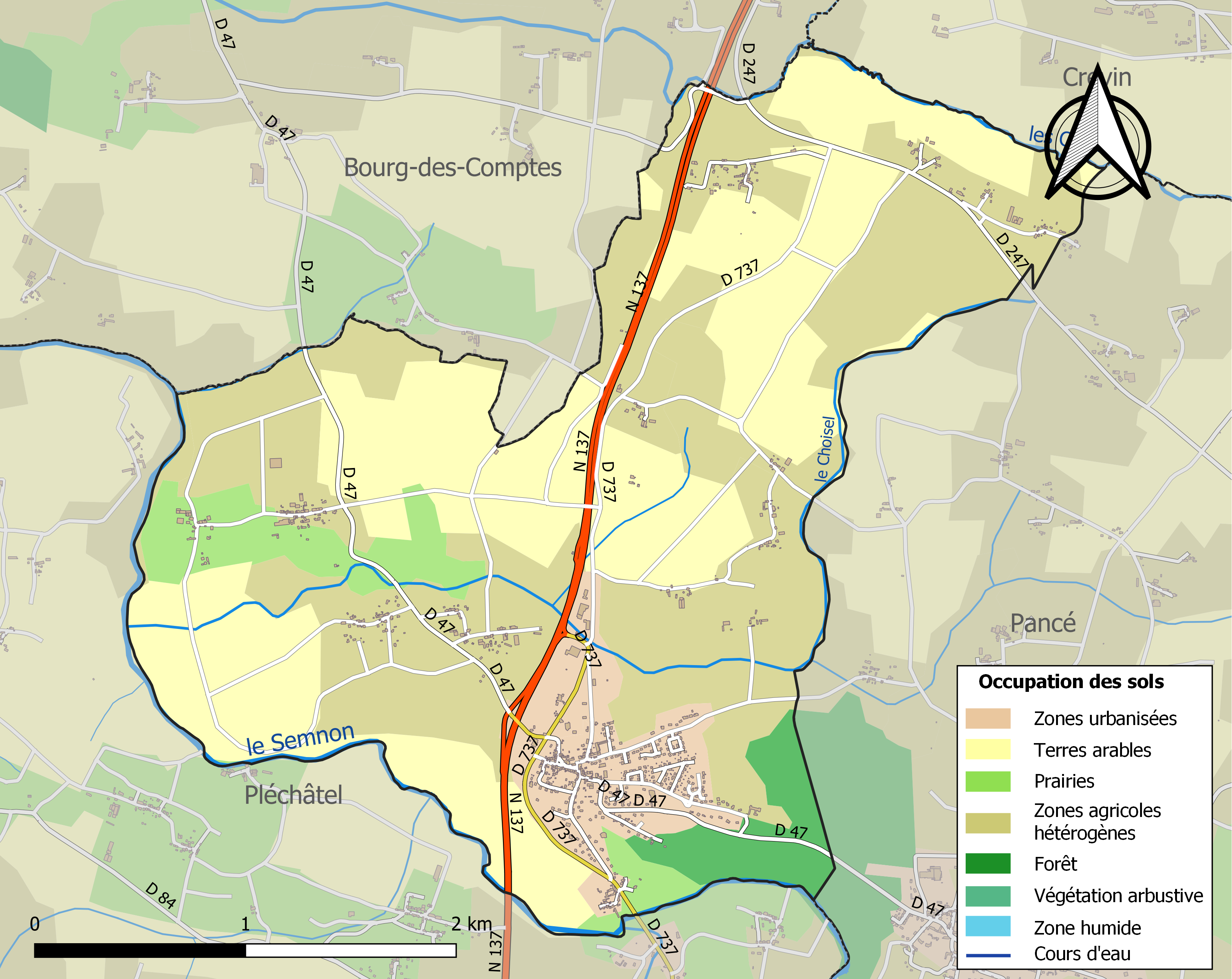
Kaart van de gemeente met belangrijkste infrastructuur, bodemgebruik en omliggende gemeenten

## Demografie
Onderstaande figuur toont het verloop van het inwonertal (bron: INSEE-tellingen).